# Steam Powered Aereo-Takes
«Steam Powered Aereo-Takes» — студийный альбом американского музыканта Джона Хартфорда, вышедший в 2002 году, коллекционное издание демоверсий и сессионных записей из альбома 1971 года Aereo-plain.

## Об альбоме
Музыка альбома представляет собой смесь традиционной музыки блюграсса, воплотивший в себе дух хиппи 70-х. В группу «Aereo-Plain Band» также входят музыканты Норман Блейк, Вассар Клементс, Тут Тейлор, и Рэнди Скраггс.

## Список композиций
Все песни написаны Джоном Хартфордом за исключением песен с примечаниями об авторе.
1. «Where the Old River Flows» (Джимми Дэвис) — 3:07
2. «Ruff and Ready» (Тут Тейлор) — 1:51
3. «Blame It on Joan» — 3:12
4. «The Vamp from Back in the Goodle Days» — 4:41
5. «Emanuel Cant» — 1:44
6. «Bad Music» (Тут Тейлор) — 4:32
7. «Dig a Hole» (Традиционная музыка) — 4:14
8. «Presbyterian Guitar» — 2:03
9. «Strange Old Man» — 1:40
10. «Lady Jane» — 2:43
11. «Oasis» (Тут Тейлор) — 3:31
12. «Because of You» — 1:10
13. «Morning Bugle» — 3:28
14. «John Henry» (Традиционная музыка) — 1:44
15. «Doin' My Time» (Джимми Дрифтвуд) — 3:06
16. «Keep on Truckin'» — 2:46
17. «Don’t Ever Take Your Eyes Off the Game, Babe» — 3:28
18. «Howard Hughes Blues» — 3:01

## Участники записи
- Джон Хартфорд — банджо, гитара, скрипка, вокал
- Норман Блейк — гитара, мандолина, вокал
- Вассар Клементс — скрипка, вокал
- Тут Тейлор — добро, вокал
- Рэнди Скраггс — бас, вокал

Производство
- Продюсер: Дэвид Бромберг
- Звукозапись: Варрен Девви/Клод Хилл
- Миксы: Тоби Маунтен
- Арт-дирекция: Сьюзан Марш
- Фотография: Питер Амфт
- Примечания на обложке: Боб Карлин